# Leptogenys australis
Leptogenys australis är en myrart som först beskrevs av Carlo Emery 1888.  Leptogenys australis ingår i släktet Leptogenys och familjen myror. Inga underarter finns listade i Catalogue of Life.

## Bildgalleri

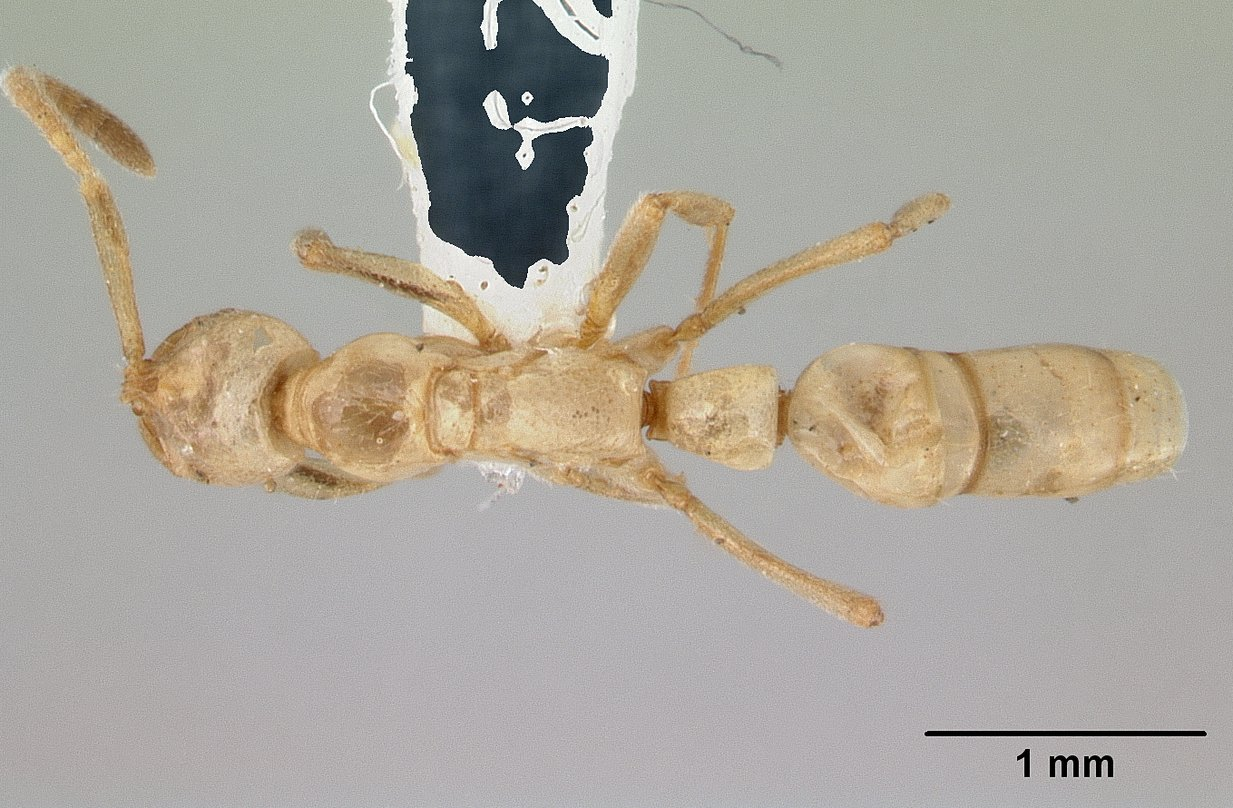
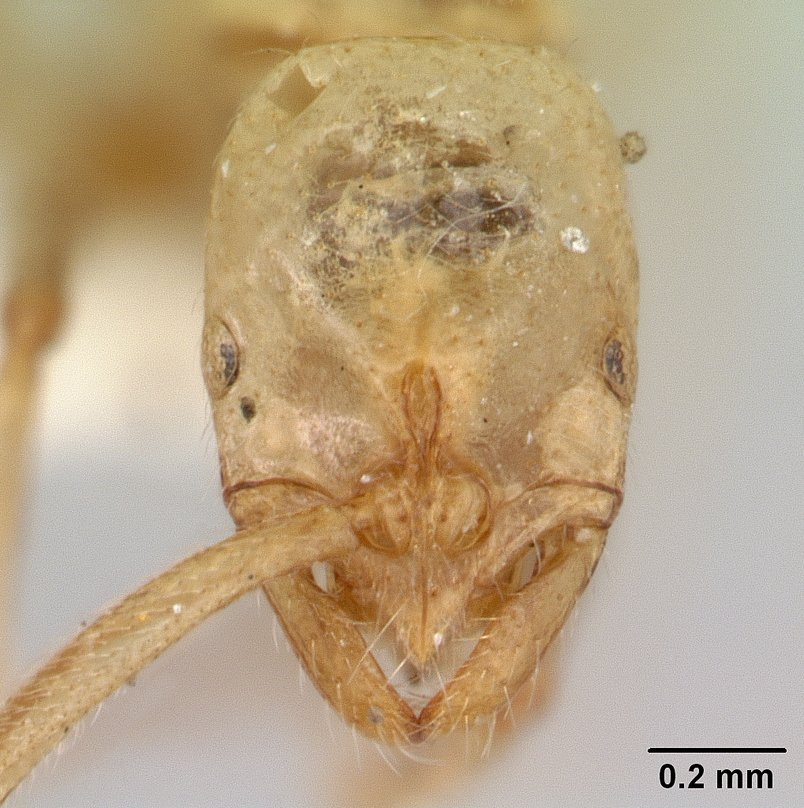
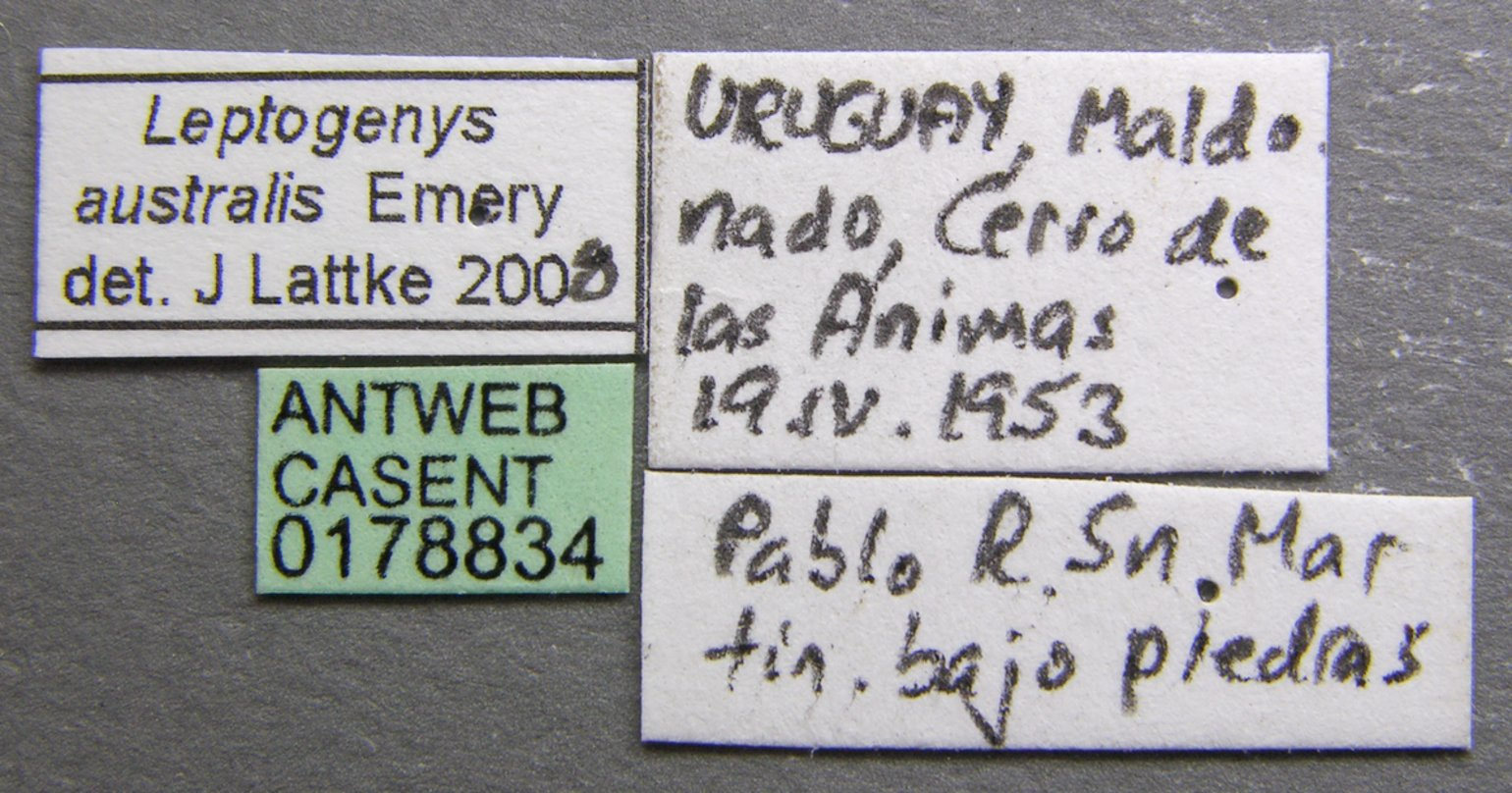
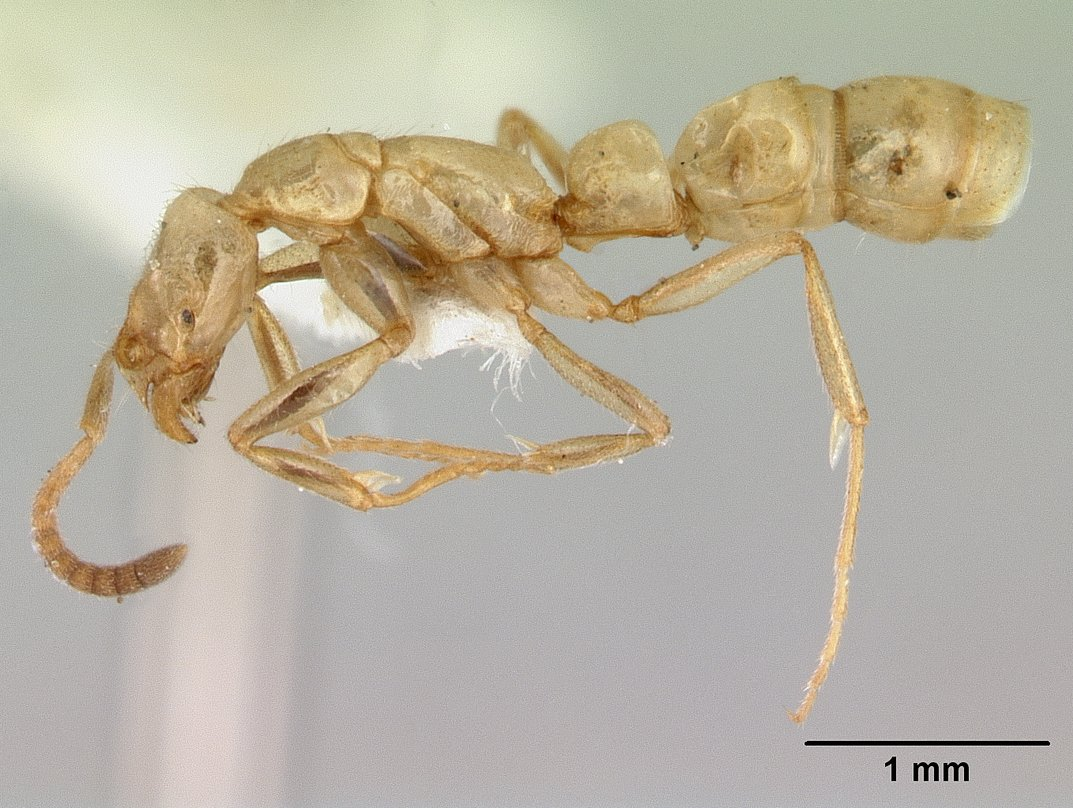